# Videoload
Videoload ist ein Video-on-Demand-Angebot der Telekom Deutschland GmbH, einer Tochtergesellschaft der Deutschen Telekom AG. Videoload ermöglicht Nutzern, aktuelle Filme und Serien über das Internet auf PCs, Smart-TVs oder über die Media Receiver (Set-Top-Boxen) der Telekom anzusehen.

## Geschichte
Am 5. November 2003 integrierte T-Online einen kostenpflichtigen Video-on-Demand-Service in sein Breitbandportal T-Online Vision. Dem Start vorausgegangen waren Vertragsabschlüsse mit den Studios Dreamworks, Metro-Goldwyn-Mayer und Universal sowie der deutschen Constantin Film AG. Weitere Partnerschaften wurden im weiteren Verlauf mit 20th Century Fox, Discovery Channel, Paramount Pictures, Warner Bros. und Buena Vista geschlossen.
Ende des Jahres 2004 wurden ein neues Design und eine Suchfunktion zum Portal hinzugefügt. Im März 2005 kam auch die Unterstützung von mobilen Endgeräten hinzu. Außerdem wurde in diesem Monat eine Kooperation zur Integration von Serientiteln mit der ProSiebenSat.1 Media bekannt gegeben. Diese wurde allerdings nach nur einem Jahr beendet und führte zur Gründung von maxdome im Jahr 2006.
Ab September 2006 wurden auch Inhalte in HD angeboten, dazu zählten unter anderem Spielfilm- und Serientitel. Zum Start waren etwa 30 Angebote verfügbar, für die von Beginn an ein höherer Preis verlangt wurde. 2007 wurde die sogenannte Download-to-Own-Option und die Download-to-Burn-Option im Juni 2007 eingeführt, wodurch erstmals auch Kunden anderer DSL-Anbieter einen Teil des Dienstes nutzen konnten.
Am 18. Oktober 2007 wurde der Name Videoload für das Video-on-Demand-Angebot als eine Marke eingeführt. Dadurch wurde der Dienst in die bereits bestehende Load-Familie für Musik (u. a. Musicload) eingegliedert. Am 4. März wurde das Portal für den gesamten deutschen Markt geöffnet. Im März 2009 gründete die Telekom Videoload free als werbefinanzierten Ableger, der einige Filme und Serien in niedriger Qualität und ohne Möglichkeit zur Vollbild-Betrachtung anbietet. Dieses Portal wurden inzwischen wieder eingestellt.
Seit April 2013 präsentiert Videoload sich mit neuem Design und neuem Logo.

## Technik
Der Dienst ist auf Deutschland beschränkt. Benutzer aus dem Ausland können die Inhalte nicht abrufen, sondern nur abspielen, wenn diese zuvor in Deutschland heruntergeladen wurden. Weiterhin war das Angebot lange Zeit exklusiv den Kunden der Telekom vorbehalten, die einen Telekom-DSL-Anschluss besaßen. Seit der Umbenennung und der Öffnung des Dienstes kann jeder in Deutschland das Angebot nutzen.
Anfangs waren die Inhalte nur über den Computer abrufbar, zur Cebit 2004 wurde in Kooperation mit Fujitsu Siemens erstmals auch eine Set-Top-Box präsentiert, die allerdings wegen ihres Preises von 999 Euro nicht massenmarkttauglich war. Dieses Ziel sollte mit weiteren Partnern wie Humax oder Samsung erreicht werden, deren Empfänger zum Start mit 499 Euro nur noch halb so viel kostete.
Mittlerweile kann Videoload über Smart-TVs, Apps, Browser und die Set-Top-Boxen der Telekom empfangen werden. Es ist möglich, die Inhalte maximal 3 Mal herunterzuladen, und das Streaming gekaufter Inhalte wird nur für 5 Jahre garantiert, was gegenüber dem Kauf von DVDs und Blu-rays als Nachteil gesehen werden kann.